# Alan (entreprise)
Pour les articles homonymes, voir Alan.
Alan est une entreprise française d’assurance santé agréée par l'Autorité de contrôle prudentiel et de résolution (ACPR) en octobre 2016.

## Historique
Alan est cofondée en 2016 par deux ingénieurs, Jean-Charles Samuelian et Charles Gorintin.
Agréée par l'Autorité de contrôle prudentiel et de résolution (ACPR), Alan devient officiellement assureur santé par décision du 20 octobre 2016,.
En 2016, les soutiens financiers d'Alan sont : Partech Ventures, CNP Assurances et Power Financial of Canada. Guillaume Sarkozy, ex-délégué général de Malakoff Médéric, siège au Conseil d'administration d'Alan jusqu'en 2021.
En 2022, Alan fait partie des entreprises du Next40 pour la troisième fois.

## Financement
En octobre 2016, Alan annonce recevoir 12 millions d'euros pour se lancer. Les premiers investisseurs sont : Partech Ventures, CNP Assurances et Financière Power. Jean-Charles Samuelian et Charles Gorintin conservent la majorité des parts.
En avril 2018, Alan annonce une levée de fonds (dite série A) de 23 millions d'euros pour « atteindre 100 000 personnes ». Cette levée de fonds est menée par le fonds de capital-risque Index Ventures. Xavier Niel participe également au financement.
En février 2019, Alan annonce une levée de fonds (dite série B) de 40 millions d'euros. Cette levée de fonds est menée par le fonds de capital risque Index Ventures.
En avril 2020, Alan annonce une levée de fonds (dite série C) de 50 millions d'euros auprès de la société d'investissement Temasek, le fonds souverain de Singapour.
En avril 2021, Alan annonce une nouvelle levée de fonds (dite série D) et se voit alors valorisée à 1,4 milliard d'euros.
En avril 2022, Alan réalise une levée de fonds (dite série E) pour un montant total de 185 millions d'euros, conduite par le fonds d’investissement Teachers’ Venture Growth (branche dédiée aux investissements dans le secteur technologique du fonds canadien Ontario Teachers Pension Plan), avec la participation d’actionnaires historiques d’Alan. Alan est valorisée à 2,7 milliards d'euros.
En septembre 2024, Alan annonce une levée de fonds (dite série F) de 173 millions d'euros, auprès de la banque Belge Belfius, augmentant ainsi la valorisation de la société à 4 milliards d'euros,.

## Culture d'entreprise
Dans un entretien aux Échos, le chargé de recrutement d'Alan partage la grille de salaire de l'entreprise et déclare qu'il n'y a chez Alan ni négociations salariales, ni réunions, ni managers.
En 2020, le PDG et cofondateur d'Alan Jean-Charles Samuelian publie un livre sur la culture d'entreprise d'Alan, Healthy Business.